# Urban Music Tour
Urban Music Tour est un label discographique indépendant basé au Mans, spécialisé dans le développement de la carrière d'artistes issus des musiques urbaines.
Créée en 2009 par Michel Bampély et Virginie Eudes, la structure mène également des ateliers d'écriture, des conférences et produit des spectacles vivants.

## Histoire
Le label associatif est fondé en 2009 par les artistes, slameurs et producteurs Michel Bampély et Virginie Eudes qui se sont rencontrés et installés au Mans. Il a pour vocation de promouvoir les musiques urbaines et d’accompagner de jeunes talents à travers des actions de management, d’ateliers d’écriture et de soutien aux projets artistiques,.

### Sous-label: Tonton Max
En 2022, lors de leur signature chez Universal Music Africa, les deux producteurs ont créé le sous-label de musique Tonton Max en hommage à l'artiste de rumba congolaise Maxime Mongali. Le label produit notamment du jazz et des musiques africaines.

## Projets produits ou distribués
- 2011 : Saint-Michel, Les Rillettes du Mans [5].
- 2012 : Mademoiselle Eferie, On m'avait dit
- 2012 : Amadeus, Auprès d'une autre
- 2013 : Jack Flaag, Hero Persup
- 2013 : Saint-Michel, La berceuse du petit prince
- 2016 : Negwhite Major, I Like This Way
- 2016 : Yvano, Move it
- 2022 : Yvano, Femme traditionnelle
- 2023 : Saint-Michel, Grand Enfant (Afro-Jazz vol.1)[6].
- 2023 : Yvano, Fils du 13e peuple
- 2023 : Mezydream, Départ
- 2023 : MMK Martine, Gratitude[7].
- 2024 : Michel Noah Trio, Ma forêt-live trio 2023
- 2024 : Saint-Michel, Femme Bantoue (Afro-Jazz vol.1)
- 2024 : Prospser Kambembo, Okokamba
- 2024 :Saint-Michel, Promesse
- 2025 : Michel Noah Trio, Songs of my heart (Tonton Max/ Believe)
- 2025 : Fabrice Cima, Mangoustan (Tonton Max/ Believe)
- 2025 : Saint-Michel, Les Infinis (Soul Jazz Poetry) (Tonton Max/ Believe)[8].

## Spectacles vivants
- 2011 : Tremplin slam et spoken word Le Mans Cité Chanson
- 2011 : Mademoiselle Eferie, Mademoiselle rêve
- 2012 : Chicken Boubou, Hip Hop Comédy
- 2012 : Les Trophées des légendes urbaines
- 2013 : Snam City Rap